# Petar Stojanović (kompozytor)
Petar Lazar Stojanović, serb. Петар Лазар Стојановић (ur. 25 sierpnia 1877 w Budapeszcie, zm. 11 września 1957 w Belgradzie) – serbski kompozytor i skrzypek.

## Życiorys
Uczył się w Budapeszcie u Jenő Hubaya, następnie studiował w Konserwatorium Wiedeńskim u Jakoba Grüna, Roberta Fuchsa i Richarda Heubergera. W 1913 roku założył w Wiedniu własną szkołę skrzypcową. W 1925 roku osiadł w Belgradzie i podjął pracę wykładowcy w Szkole Muzycznej im. Stankovicia, w latach 1925–1928 pełnił również funkcję jej dyrektora. Od 1937 do 1945 roku uczył gry na skrzypcach w Akademii Muzycznej w Belgradzie.
W swojej twórczości czerpał z serbskiego folkloru muzycznego. Opublikował podręcznik gry na skrzypcach pt. Schule der Skalentechnik.

## Wybrane kompozycje
(na podstawie materiałów źródłowych)

### Utwory orkiestrowe
- poemat symfoniczny Smrt junaka (1918)
- poemat symfoniczny Sava (1935)

### Opera
- Tigar (wyst. Budapeszt 1905)

### Operetki
- Devojka na mansardi (wyst. Wiedeń 1917)
- Vojvoda od Reichstadta (wyst. Wiedeń 1921)